# 穆罕默德·弗利希
穆罕默德·弗利希（Mohamed Flissi，1990年2月13日—）是一名阿爾及利亞拳擊運動員，主攻蠅量級項目。他曾獲得世界拳擊錦標賽男子輕蠅量級亞軍。他也參加了2012年、2016年和2020年夏季奧林匹克運動會。

## 外部連結
- AIBA（页面存档备份，存于）